# Varois-et-Chaignot
Varois-et-Chaignot és un municipi francès, situat al departament de la Costa d'Or i a la regió de Borgonya - Franc Comtat. L'any 2007 tenia 1.982 habitants.

## Demografia

### Població
El 2007 la població de fet de Varois-et-Chaignot era de 1.982 persones. Hi havia 728 famílies, de les quals 84 eren unipersonals (36 homes vivint sols i 48 dones vivint soles), 292 parelles sense fills, 316 parelles amb fills i 36 famílies monoparentals amb fills.
La població ha evolucionat segons el següent gràfic:
Habitants censats

### Habitatges
El 2007 hi havia 747 habitatges, 730 eren l'habitatge principal de la família, 4 eren segones residències i 13 estaven desocupats. 734 eren cases i 12 eren apartaments. Dels 730 habitatges principals, 674 estaven ocupats pels seus propietaris, 48 estaven llogats i ocupats pels llogaters i 8 estaven cedits a títol gratuït; 12 tenien dues cambres, 34 en tenien tres, 173 en tenien quatre i 511 en tenien cinc o més. 645 habitatges disposaven pel capbaix d'una plaça de pàrquing. A 229 habitatges hi havia un automòbil i a 480 n'hi havia dos o més.

### Piràmide de població
La piràmide de població per edats i sexe el 2009 era:
| Homes | Edats   | Dones |
| ----- | ------- | ----- |
| 0     | 95 o +  | 0     |
| 4     | 90 a 94 | 4     |
| 8     | 85 a 89 | 0     |
| 4     | 80 a 84 | 0     |
| 20    | 75 a 79 | 12    |
| 12    | 70 a 74 | 52    |
| 32    | 65 a 69 | 24    |
| 100   | 60 a 64 | 56    |
| 56    | 55 a 59 | 72    |
| 144   | 50 a 54 | 104   |
| 72    | 45 a 49 | 84    |
| 84    | 40 a 44 | 112   |
| 68    | 35 a 39 | 72    |
| 28    | 30 a 34 | 40    |
| 36    | 25 a 29 | 32    |
| 52    | 20 a 24 | 32    |
| 72    | 15 a 19 | 96    |
| 100   | 10 a 14 | 80    |
| 52    | 5 a 9   | 64    |
| 36    | 0 a 4   | 20    |

## Economia
El 2007 la població en edat de treballar era de 1.326 persones, 932 eren actives i 394 eren inactives. De les 932 persones actives 890 estaven ocupades (463 homes i 427 dones) i 42 estaven aturades (22 homes i 20 dones). De les 394 persones inactives 165 estaven jubilades, 158 estaven estudiant i 71 estaven classificades com a «altres inactius».

### Ingressos
El 2009 a Varois-et-Chaignot hi havia 742 unitats fiscals que integraven 2.030,5 persones, la mediana anual d'ingressos fiscals per persona era de 25.512 €.

### Activitats econòmiques
Dels 65 establiments que hi havia el 2007, 1 era d'una empresa alimentària, 2 d'empreses de fabricació d'altres productes industrials, 14 d'empreses de construcció, 14 d'empreses de comerç i reparació d'automòbils, 6 d'empreses de transport, 1 d'una empresa d'hostatgeria i restauració, 1 d'una empresa d'informació i comunicació, 3 d'empreses financeres, 3 d'empreses immobiliàries, 12 d'empreses de serveis, 7 d'entitats de l'administració pública i 1 d'una empresa classificada com a «altres activitats de serveis».
Dels 15 establiments de servei als particulars que hi havia el 2009, 1 era una oficina de correu, 1 taller de reparació d'automòbils i de material agrícola, 3 paletes, 2 fusteries, 3 lampisteries, 1 electricista, 1 perruqueria, 2 veterinaris i 1 restaurant.
Dels 3 establiments comercials que hi havia el 2009, 1 era una botiga de més de 120 m², 1 una botiga de menys de 120 m² i 1 un drogueria.
L'any 2000 a Varois-et-Chaignot hi havia 14 explotacions agrícoles que ocupaven un total de 976 hectàrees.

## Equipaments sanitaris i escolars
L'únic equipament sanitari que hi havia el 2009 era una farmàcia.
El 2009 hi havia 1 escola maternal i 1 escola elemental.

## Poblacions més properes
El següent diagrama mostra les poblacions més properes.